# Francisco de Borja Orihuela
Francisco de Borja Orihuela Moreira fue un político chileno, que fue presidente de la primera Asamblea Provincial de Colchagua.

## Biografía
Nació en la década de 1790. Hijo de Francisco de Borja Orihuela Salas y María Jesús Moreira Cruzat. Hermano del exdiputado propietario Fray Antonio Orihuela Moreira. Se casó en 1809 con Carmen Urzúa Bravo.
Fue elegido diputado por San Antonio de Colchagua en la Asamblea Provincial de Colchagua, de 1826 a 1828. Fue presidente de la Asamblea entre el 20 de marzo y el 2 de noviembre de 1827.
Electo diputado propietario por Curicó, en el Congreso General Constituyente de 1828. Firmó la Constitución Política de la República de Chile, promulgada en 8 de agosto de 1828.
Diputado por Curicó en el I Congreso Nacional, Primer Período Legislativo, del 6 de agosto de 1828 al 31 de enero de 1829. Fue diputado reemplazante en la Comisión Permanente Calificadora de Poderes y Peticiones; e integró la Comisión Permanente de Legislación.
Murió en la década de 1850.